# Bataille d'Horaniu
Seconde Guerre mondiale - Pacifique
Batailles
Terrestres : 
- Invasion de Tulagi
- Guadalcanal
- Opération Ke
- Nouvelle-Géorgie
- Vella Lavella
- Îles du Trésor
- Choiseul
- Bougainville
- Îles Green

Navales :
- Détroit de Blackett
- I-Go
- Bataille du golfe de Kula
- Kolombangara
- Golfe de Vella
- Vella Lavella (navale)
- Baie de l'Impératrice Augusta
- Horaniu
- Cap Saint-George

La bataille d'Horaniu est une bataille navale de la guerre dans le Pacifique pendant la Seconde Guerre mondiale, qui a eu lieu la nuit du 17 au 18 août 1943 entre la Marine impériale japonaise et la marine américaine. La bataille, qui s'insère dans le cadre de la campagne des îles Salomon, a eu lieu au large de l'île de Vella Lavella dans les Salomon.

## Bataille
Après la chute de Munda et leur défaite dans la bataille du golfe de Vella, les Japonais avaient décidé d'évacuer leurs troupes des Salomon centrales. Un convoi d'évacuation escorté par quatre destroyers (Sazanami, Hamakaze, Isokaze, Shigure) et commandé par le contre-amiral Matsuji Ijuin fut mis en place et fit route vers Kolombangara. Vers 23 h 30, ils furent attaqués par des avions américains, puis repérés, vers 0 h 29 par une force américaine composée de quatre destroyers (Nicholas, O'Bannon, Taylor et Chevalier) commandée par le capitaine Thomas J. Ryan. Après quelques échanges de coups de canon et de torpilles qui ne firent que quelques dommages mineurs, les Japonais se retirèrent vers 1 h 0. Les Japonais avaient réussi à sauver leurs barges de transport et réussirent à évacuer 9 000 hommes de Kolombangara.